# 朱豪墭
遼靖王朱豪墭（1429年—1478年），明朝第四代遼王，肅王朱貴𤊐的嫡第一子。
成化九年（1473年）襲封遼王。他在位五年。认为嫡长子朱恩鏋病故后，无嗣的继配冯氏、妾曹氏都应该殉葬。明宪宗特意回信，对他进行了严厉的斥责，并且再次重申不得殉葬。成化十四年（1478年）朱豪墭去世，其墓今归于八岭山古墓群。兩年後其子朱恩鑙就嗣位。

## 家庭
- 儿子
  - 嫡长子遼榮穆世子朱恩鏋
  - 嫡次子遼惠王朱恩鑙
  - 嫡三子肅寧悼靖王朱恩鉹
  - 嫡四子長垣恭順王朱恩钾